# Désiré Beaurain
Désiré Beaurain (ur. 2 września 1881 w Berchem w Antwerpii, zm. 24 października 1963 w Schoten) – belgijski szermierz, dwukrotny medalista olimpijski.
Na igrzyskach olimpijskich w Londynie w 1908 roku wspólnie z Paulem Anspachem, Fernandem Bosmansem, Fernandem de Montigny, François Romem, Victorem Willemsem i Ferdinandem Feyerickiem był trzeci w szpadzie drużynowej. W turnieju indywidualnym nie wystartował. Brał też udział w igrzyskach olimpijskich w Paryżu w 1924 roku, gdzie Belgowie w składzie: Désiré Beaurain, Charles Crahay, Fernand de Montigny, Maurice Van Damme, Marcel Berré i Albert De Roocker zdobyli srebrny medal we florecie drużynowym. Indywidualnie ponownie nie wystąpił. Były to jego jedyne starty olimpijskie.
Nie zdobył medalu mistrzostw świata.